# Fircyk w zalotach
Fircyk w zalotach – komedia napisana przez Franciszka Zabłockiego w 1781. Autor osiągnął w niej szczyt swoich komediopisarskich możliwości.

## Pierwowzór, dedykacja, premiera
Fircyk w zalotach został oparty na schemacie francuskiej komedii Zakochany fircyk autorstwa Jeana-Antoine'a Romagnesiego. Tego rodzaju adaptacje były w tamtych czasach zjawiskiem rozpowszechnionym. Pierwowzór najprawdopodobniej w przypadkowy sposób trafił do Zabłockiego, który następnie uzupełnił fabułę o ważne detale: stosunki obyczajowe na dworze i w Warszawie, ubrania, obrazy spędzania czasu wolnego, ogród angielski, informacje o ówczesnym życiu. Autor swój utwór zadedykował królowi Stanisławowi Augustowi Poniatowskiemu. Jednocześnie wyjaśniał, że komedia została napisana w celach rozrywkowych. Utwór swój żywot sceniczny rozpoczął 16 czerwca 1781. Na premierze najprawdopodobniej był obecny król.
Współcześnie sztuka grana była wielokrotnie, a w roli Fircyka występowali najwybitniejsi aktorzy tamtych czasów, np. Kazimierz Owsiński czy Wojciech Bogusławski. 

## Osoby komedii
- Aryst – pozornie zrównoważony i dostojny, w głębi ducha podejrzliwy, niespokojny i porywczy, pragnący być postrzeganym jako filozof,
- Klaryssa – żona Arysta, pod pozorem grzeczności i ułożoności, kryjąca skłonności do intryg, wokół których budowana jest akcja dzieła,
- Podstolina – wdowa, siostra Arysta, pokazująca się otoczeniu jako inna niż jest w rzeczywistości, udająca surową, niezdobytą, w gruncie rzeczy młoda, ładna kobieta lubiąca zabawę i uczucia,
- Fircyk – starościc, kochanek Podstoliny, pozornie beztroski i lekkomyślny, to jednak inteligentny, dowcipny i ironiczny, o niespokojnym i wrażliwym sercu,
- Pustak – sługa Arysta, postać najzabawniejsza, gamoniowaty chytrus, na którym skupia się złość Arysta, co rekompensuje sobie kąśliwą krytyką,
- Świstak – sługa Fircyka, postać wielkomiejska, typowo warszawska, obeznana z życiem, sprytna, ale i poufała, znacznie mniej sympatyczna niż Pustak[1],
- Prawnik
- Lokaj

## Problematyka
Główną intrygę komedii tworzą zabiegi Fircyka, które mają go doprowadzić do ożenku z Podstoliną. Intryga jest zbudowana logicznie i z pełną konsekwencją według zasady trzech jedności. Zwraca uwagę głęboki rys psychologiczny poszczególnych osób komedii. Miejsce akcji to głównie salon Arysta, gdzie spotykają się wszystkie postaci, opisane w sposób zindywidualizowany, na zasadzie kontrastów.
Najbardziej widoczną cechą dzieła jest bogate, polskie tło obyczajowe. Dobrze oddane są realia epoki, obyczajowość, w tym stosunki dworskie, stroje i zachowania. Opisane są żupy solne w Wieliczce, kopalnie srebra w Olkuszu, domy magnackie, interesy we Lwowie i Dubnie, pijaństwo urzędników, działalność kwestarska księży, zachowania frywolnych dam z Warszawy, czy sprytnych służących. Na karcie tytułowej autor umieścił fragment Sztuki poetyckiej Horacego, czym wyraził swoją intencję polityczną: radzę tedy uczonemu poecie zwracać wzrok ku wzorom prawdziwego życia i obyczajów i stąd czerpać żywe głosy. 

## Język komedii
Fircyk w zalotach napisany został prostym, lapidarnym i zrozumiałym językiem, niepozbawionym dowcipu. Autor unikał ozdobników stylistycznych, zbliżał dialogi postaci do mowy potocznej, wykorzystywał porzekadła i przysłowia ludowe. Opisy postaci, czy sytuacji nasuwają na myśl współczesne malarstwo, w tym szkice Jana Piotra Norblina, czy obrazy Canaletta. Są pogodne, a dydaktyzm Zabłockiego jest tu mocno wyciszony, zastąpiony częściowo ironią i dowcipem, co nie zmienia faktu, że w dzieło napisane jest w sposób inteligentny.

## Recenzje
Komedię bardzo dobrze ocenili tacy znawcy tematu, jak Kazimierz Brodziński, Piotr Chmielowski, Ignacy Chrzanowski, Julian Krzyżanowski, Juliusz Kleiner, czy Wacław Borowy. Anonimowy, współczesny krytyk napisał: komedia ta dla ślicznego wiersza i komicznego wcale dialogu zawsze po wszystkich teatrach ukontentowanie patrzącym przynosiła.